# MTV Unplugged (EP de Thirty Seconds to Mars)
Pour les articles homonymes, voir MTV Unplugged (homonymie).
 (mars 2012).
Si vous disposez d'ouvrages ou d'articles de référence ou si vous connaissez des sites web de qualité traitant du thème abordé ici, merci de compléter l'article en donnant les références utiles à sa vérifiabilité et en les liant à la section « Notes et références ».
Albums de Thirty Seconds to Mars
To the Edge of the Earth
(2008)
MTV Unplugged est un EP et un album live du groupe Thirty Seconds to Mars. Cet EP est sorti en 2011 et il fut enregistré en 2011 au Sony Music Studios de New York.

## Liste des titres
1. Hurricane  – 3:37
2. Kings and Queens  – 6:15
3. Night of the Hunter  – 5:38
4. Where the Streets Have No Name  – 4:37

## Membres
- Jared Leto — chanteur et guitariste
- Shannon Leto — batteur
- Tomo Miličević — guitariste
- Tim Kelleher — bassiste